# Cryphia nilgiria
Cryphia nilgiria är en fjärilsart som beskrevs av Moore 1881. Cryphia nilgiria ingår i släktet Cryphia och familjen nattflyn. Inga underarter finns listade i Catalogue of Life.